# Андреа Томпсон
Андреа Томпсон (англ. Andrea Thompson; нар. 6 січня 1960) — американська акторка та журналістка.

## Життєпис та кар'єра
Андреа Томпсон народилася 1960 року в Огайо, США. Разом з родиною у 6-річному віці переїхала до Австралії. У 16-річному віці вона покинула школу і переїхала до Нью-Йорка, де розпочала кар'єру моделі, а також вступила на навчання до акторської студії Лі Страсберга. У 1986 році дебютувала у фільмі «Кошмарні вихідні», а в наступні кілька років виконувала епізодичні ролі. У 1987 році в акторки була помітна роль у фільмі «Волл-стріт» .
Андреа Томпсон здобула популярність, зігравши лиходійку Дженейл Еріксон у фінальному сезоні телесеріалу « Фелкон Хрест». Пізніше вона знялася в ролі Талії Вінтерс у перших двох сезонах серіалу « Вавилон-5». Томпсон здобула найбільшу популярність за роллю детектива Джилл Кіркендалл у телесеріалі « Поліція Нью-Йорка», яка принесла їй три номінації на Премію Гільдії кіноакторів США. Вона знімалася в шоу з 1996 по 2000 рік, залишивши його, щоб продовжити кар'єру в журналістиці. У червні 2001 року вона вступила на роботу на CNN, проте покинула канал у березні наступного року щоб проводити більше часу зі своїм сином . У 2003 році повернулася до акторської професії, з'явившись у серіалі «24».

## Особисте життя
Томпсон була одружена з Девідом Гуком з 1987 по 1990 рік, а з 1995 по 1997 роки — з колегою по фільму «Вавилон 5» Джеррі Дойлом. У 1992 році вона народила сина Алека.

## Фільмографія
- 1986 — Кошмарні вихідні / Nightmare Weekend
- 1987 — Волл-стріт / Wall Street
- 1988 — Відбуваючи покарання на планеті Земля / Doin' Time on Planet Earth
- 1989—1990 — Фелкон Хрест / Falcon Crest (19 епізодів)
- 1991 — У маренні / Delirious
- 1994—1995 — Вавилон-5 / Babylon 5 (44 епізоди)
- 1997 — Гармата, тачка, блондинка
- 1996—2000 — Поліція Нью-Йорка / NYPD Blue (71 епізод)
- 1996—2004 — Військово-юридична служба / JAG (7 епізодів)
- 2003—2004 — 24 / 24 (5 епізодів)